# Messner Mountain Museum
Messner Mountain Museum – muzeum założone przez włoskiego alpinistę, Reinholda Messnera, w Południowym Tyrolu, w północnych Włoszech. Instytucja została stworzona w celu przybliżenia odwiedzającym historii i charakteru alpinizmu, nauki na temat gór i lodowców, a także historii osadnictwa w górach. Muzeum posiada sześć oddziałów.

## Oddziały

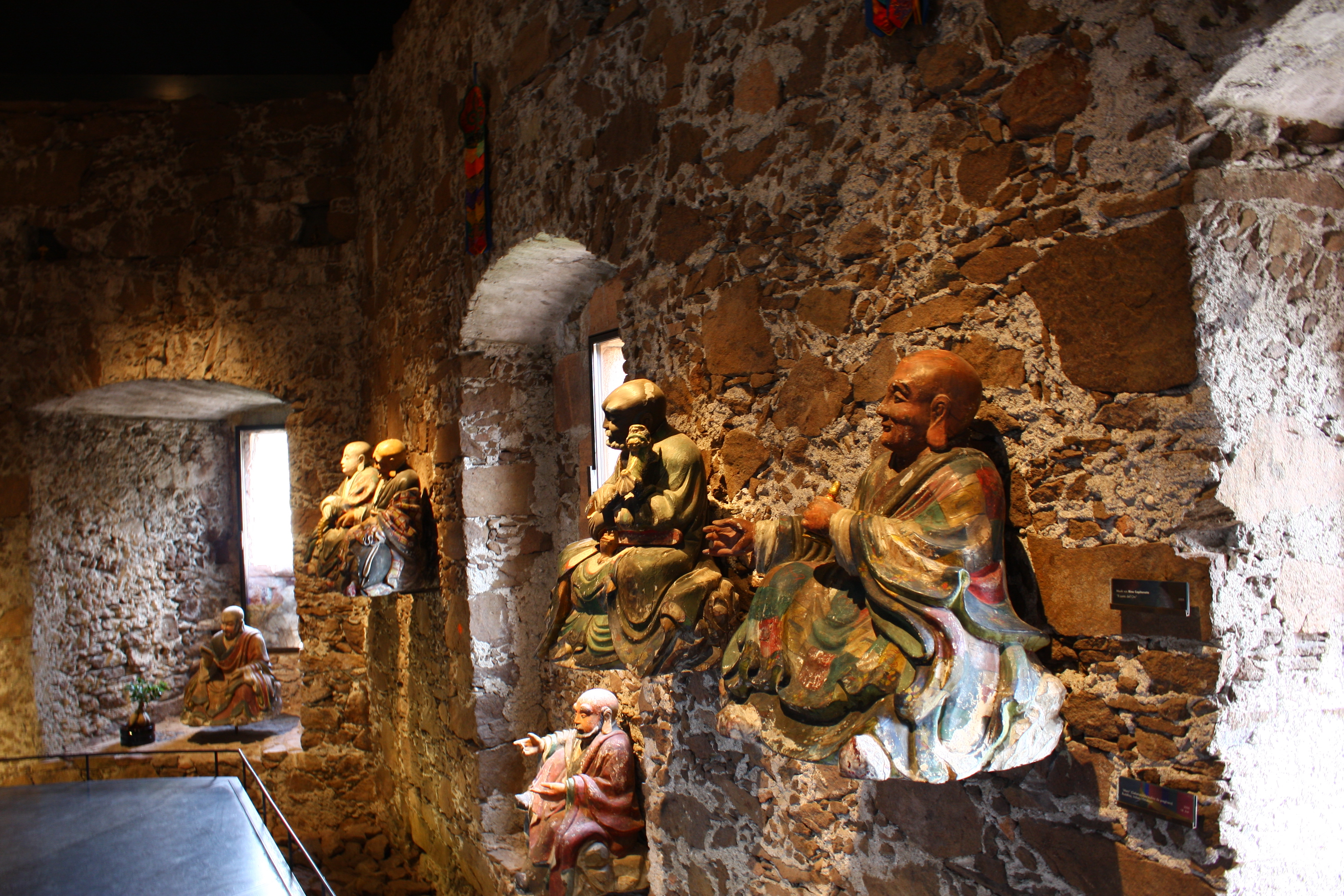
Ekspozycja na zamku Sigmundskron

### Firmian
Główny oddział muzeum mieści się w Zamku Sigmundskron, w okolicy Bolzano, i przedstawia charakter spotkań człowieka z górami. W zamku, którego początki sięgają późnego średniowiecza, znajdują się centrala oraz administracja instytucji. Organizowane są tam również imprezy specjalne. W okolicy zlokalizowany jest skalny teatr, mieszczący 200 ludzi. Muzeum otwarto 11 czerwca 2006 r. po trzech latach renowacji zrujnowanego zamku. Wygląd budynku nie został jednak w znaczący sposób zmodyfikowany. Jego architekt, Werner Tscholl, zwracał uwagę na to, by historyczna budowla utrzymała swój dawny charakter. Konstrukcja szklanego dachu, jak również kable i rury wszelkiego rodzaju, zostały rozmieszczone w ten sposób, by nie były widoczne z zewnątrz. W muzeum prezentowane są zbiory z zakresu historii alpinizmu oraz jego roli w sztuce. W zamkowej wieży mieści się odrębna ekspozycja, prezentująca historię zamku i regionu.

### Juval
Oddział MMM Juval mieści się w późnośredniowiecznym Zamku Juval, w okolicy Naturns. Pierwsze ekspozycje zostały otwarte w 1995 r. Zamek jest prywatną własnością Reinholda Messnera i wykorzystywany przez niego jako letnia rezydencja. Ten oddział muzeum ukazuje góry jako miejsce pełne tajemnic i duchowości. Ekspozycja skupia się na świętych szczytach całego świata, takich jak Kajlas, Fudżi, czy Uluru. Wystawa zawiera statuetki Buddy, młynki modlitewne, a także animistyczne maski.

### Dolomites
MMM Dolomites mieści się w forcie zbudowanym w okresie I wojny światowej, na wysokości 2 181 m n.p.m., na szczycie Monte Rite, pomiędzy Cortiną d’Ampezzo a Pieve di Cadore. Muzeum przedstawia historię alpinizmu, a także dzieje odkrywania Dolomitów. Wewnątrz zgromadzono także kolekcję obrazów przedstawiających krajobraz Dolomitów.

### Ortles
Czwarty oddział muzeum mieści się pod ziemią, poniżej szczytu Ortler, w okolicy miejscowości Sulden. Otwarta w 2004 r. wystawa dotyczy narciarstwa, wspinaczek po lodzie, Arktyki oraz Antarktyki. W skład ekspozycji wchodzi największa na świecie kolekcja obrazów przedstawiających Ortler.

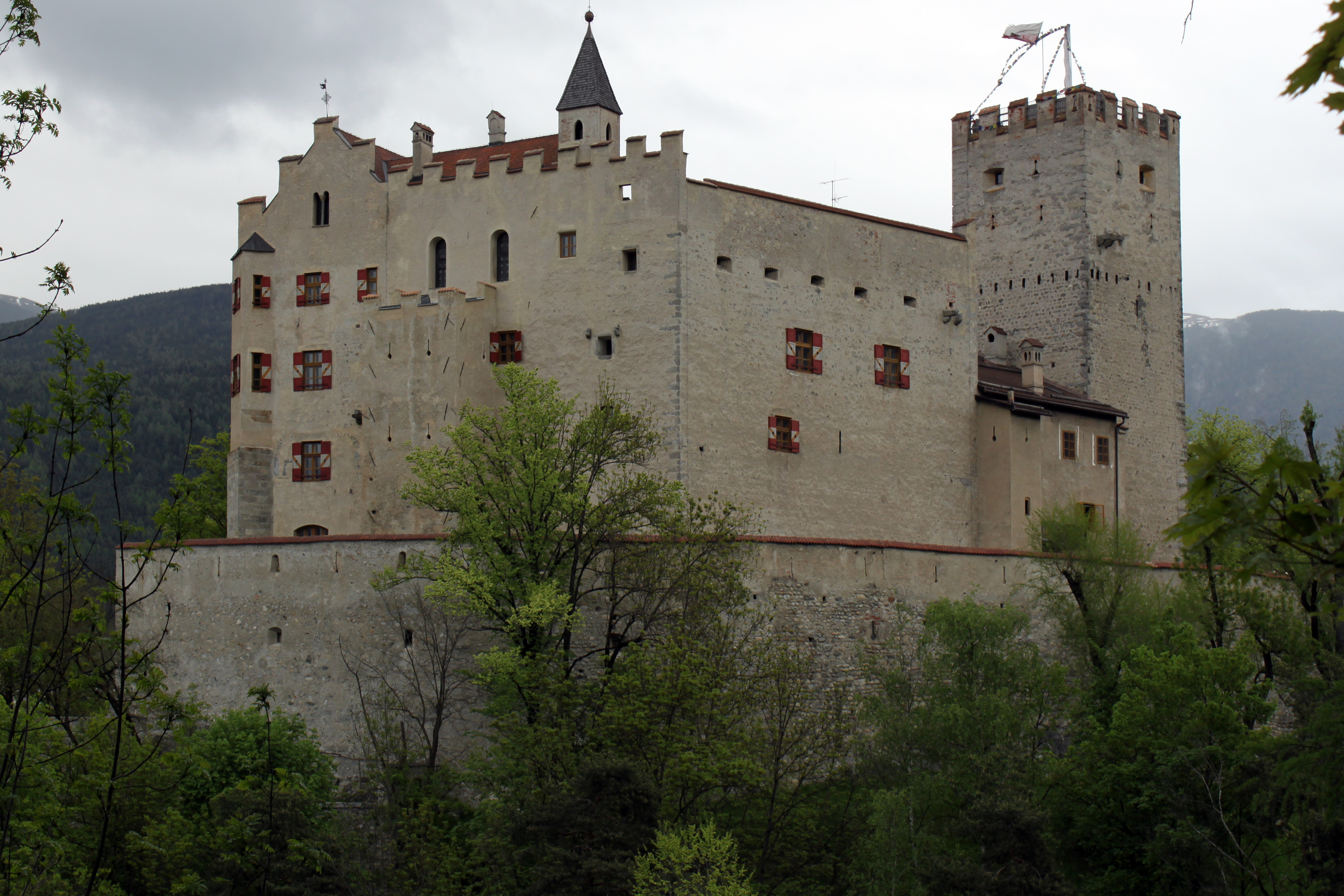
Zamek Bruneck

### Ripa
Siedzibą piątego oddziału muzeum jest Zamek Bruneck w mieście Bruneck. Obiekt został udostępniony dla publiczności w 2011 r. Wydarzenie to poprzedziła renowacja zamku zgodnie z projektami sporządzonymi przez architektów Kurta Eggera, Gerharda Mahlknechta oraz Heinricha Mutschlechnera. W muzeum prezentowane są zbiory dotyczące ludzi żyjących na obszarach górskich na całym świecie.

### Corones
MMM Corones zostanie otwarty 24 lipca 2015 r. na szczycie Kronplatz pomiędzy Gadertal, Olang oraz Pustertal. Ekspozycja będzie przedstawiać historię alpinizmu.